# Marubos
Els marubos són un poble indígena del Brasil que parla una llengua de la família pano que habita al sud-oest de l'estat de l'Amazones (Brasil), més concretament a la zona indígena Vale do Javari. Juntament amb korubos, matis i matsés, s’anomenen genèricament mayoruna. El seu nombre era de 1.705 individus el 2010 (Funasa) i van augmentar a 2.008 el 2014.
Segons Júlio Cezar Mellati el poble marubo sembla resultar de la reorganització de les societats indígenes delmades i fragmentades pels sseringueiros durant la febre del cautxú. Tanmateix, com assenyala l'autor, que classifica aquest grup indígena a l'àrea cultural Juruá – Ucayali, aquest moviment ètnic de dispersió i reagrupament es pot remuntar a temps anteriors, tal com suggereixen els noms de seccions marubo en altres pobles panes veïns. Melatti també observa que l'esmentada àrea cultural delimitada per Eduardo Galvão es pot entendre millor com a Javari-Purus, abastant així una proporció més gran dels grups panos.
En l’Informe sobre els indis Marúbo presentat per Melatti a FUNAI amb motiu de la construcció de la carretera perimetral (BR-307) a la regió, segons el qual Marúbo no és el nom que correspon a una autodenominació, però un nom que els civilitzats els donen.
No sembla que hi hagi un terme específic per a aquesta autodenominació, ja que el ja esmentat terme yora no es refereix només al seu grup, sinó a tots els indígenes, en oposició al terme nawa, amb el qual anomenen civilitzat.

## Característiques culturals
Els marubos no difereixen essencialment dels altres pobles pantones d'aquesta regió i, com assenyala Dan James Pantone van ser els primers pobles indígenes de la vall de Javari per establir contacte amb desconeguts a principis del segle XX i, per tant, en detriment d'altres tribus de la vall, els primers a tenir accés a armes de foc, adquirint poder i capacitat per dominar totes les altres tribus del Javari.
Galvão (oc) descriu aquesta zona cultural típica de boscos amb predomini de terres baixes, que s’enfronta a activitats extractives des del 1860, que té subsistència sobre la base de jardins, pesca, canoes i ubás d’escorça, rem lanceolat, caça amb l'ús de verí (probablement curare) i sarbatanes. Practicaven el xamanisme utilitzant paricá, tabac i chicha. Melatti també descriu l'ús d'ayahuasca i kambó o la "injecció de granota" (secreció de la granota Philomedusa bicolor) que s'utilitza per animar o treure la mandra.
Segons Júlio César Melatti, entre els marubos, hi ha dos tipus d’agents de màgia. Un d’ells, que entra en trànsit i rep en el seu cos esperits d'altres capes de l’univers mentre la seva pròpia ànima visita aquestes capes, realitza activitats més que curatives, ja que el simple contacte amb aquests éssers és motiu suficient per buscar comunicació amb ells. L'altre tipus està format per aquells que canten cançons curatives sobre els malalts. Tots dos tipus fan ús de l'ayahuasca i tabac.
També segons Melatti, per als marubos, l'univers està format per diverses capes terrestres, de les quals la superior és la que vivim, i diverses capes celestes. Per als éssers humans, potser la capa celeste més important és la segona, comptant de baix a dalt, perquè és aquí on han d’anar les seves ànimes després de la mort, a través d’un camí ple de perills, els obstacles dels quals no seguir les regles socials sucumbir. Tingueu en compte la concepció de l’incompliment de les normes socials associades a la mort i la malaltia. Les malalties en la concepció marubo, segons els cants curatius, es formen a partir de parts d'altres éssers (membres i òrgans mítics i trossos d'animals sacrificats per un heroi mític).